# Alloeotomus germanicus
Alloeotomus germanicus – gatunek pluskwiaka z podrzędu różnoskrzydłych, rodziny tasznikowatych (Miridae) i podrodziny Deraeocorinae. Jeden z dwóch przedstawicieli rodzaju Alloeotomus występujący w Polsce.

## Budowa ciała
Owad ma ciało długości od 5 do 7 mm o wyraźnym punktowaniu oraz pokryte gęstymi jasnymi włoskami. Ciało ma brązowoczerwone lub szarawe. Przedplecze ubarwione żółto lub czerwonawo. 

## Biologia
Pluskwiak ten jest drapieżnikiem polującym na drobne owady. Występuje najczęściej na sosnach. Ma jedno pokolenie rocznie, a zimują jaja.

## Występowanie
Występuje w wielu krajach Europy oraz w azjatyckiej Turcji. W Polsce prawdopodobnie jest rozprzestrzeniony na terenie całego kraju.